# Lega Lombarda
Lega Lombarda (LL) är ett regionalistiskt politiskt parti i Italien, grundat den 12 april 1984 av Umberto Bossi i Lombardiet.
Sedan 1991 är förbundet en del av Lega Nord, partiet ingår i en koalition med Silvio Berlusconis Frihetens folk. Partiet förespråkar federalism och regionalism jämte stärkande av regionens särart. Bland annat vill de att skattesystemet skall vara regionalt baserat, något som skulle gynna de norra, rikare delarna av Italien, om de bröt sig fria.
De fick 26,2% av rösterna i regionvalet 2010.